# Романово (Хомутовський район)
Романово (рос. Романово) — село в Хомутовському районі Курської області Російської Федерації.
Населення становить 129 осіб. Входить до складу муніципального утворення Романовська сільрада.

## Історія
Населений пункт розташований на території українського етнічного та культурного краю Східна Слобожанщина.
Від 2004 року входить до складу муніципального утворення Романовська сільрада.

## Населення
| 2002 | 2010 |
| ---- | ---- |
| 219  | ↘129 |